# 太陽の船 (長渕剛の曲)
「太陽の船」（たいようのふね）は、日本のミュージシャンである長渕剛の39枚目のシングル。

## 背景
2004年8月21日に桜島特設会場にて開催された長渕のライブイベント『長渕剛 ALL NIGHT LIVE IN 桜島 04.8.21』のライブビデオ『SAKURAJIMA』を見た山本寛斎が、自身の開催するイベント「日本元気プロジェクト KANSAI SUPER SHOW「太陽の船」」への出演を長渕に依頼した事が切っ掛けとなり、出演を快諾した長渕は膨大な量の詩画を山本に贈り、さらに返礼として本作の制作に取り掛かる事となった。2006年8月30日には山本寛斎がプロデュースする『日本元気プロジェクト　KANSAI SUPER SHOW「太陽の船」』のテーマソングを制作する事が正式に発表された。

## リリース
長渕剛のオフィシャル・モバイルサイト『長渕剛 Mobile』ではCDでのリリース前の2006年11月8日に先行配信された。
その後、11月15日にCDにて正式にリリースされた。11月16日には前述のイベントに長渕がゲスト出演する事が正式に発表された。

## 批評
| 専門評論家によるレビュー | 専門評論家によるレビュー |
| レビュー・スコア         | レビュー・スコア         |
| 出典                     | 評価                     |
| ------------------------ | ------------------------ |
| CDジャーナル             | 肯定的                   |

音楽情報サイト『CDジャーナル』では、「ロックのビートに土着的なサウンドを融合させ、長渕が未来へ生きることの思いをエネルギッシュに叫ぶ人間賛歌となっている」と評されている。

## チャート成績
オリコンチャートにおいて最高位3位となり、その後登場回数は10回で売り上げ枚数は4万枚となった。

## メディアでの使用
本作は2007年1月13日、14日に東京ドームにて開催された山本寛斎プロデュースによるイベント「日本元気プロジェクト KANSAI SUPER SHOW「太陽の船」」の公式テーマソングとして使用された。同イベントには長渕の他に松岡昌宏、上戸彩、アントニオ猪木、工藤夕貴等が出演した。 

## シングル収録曲
| 全作詞・作曲: 長渕剛。 |                             |           |            |                  |      |
| #                      | タイトル                    | 作詞      | 作曲・編曲 | 編曲             | 時間 |
| 1.                     | 「太陽の船」                | 長渕剛    | 長渕剛     | 長渕剛、笛吹利明 | 4:56 |
| 2.                     | 「月がゆれる」              | 長渕剛    | 長渕剛     | 長渕剛           | 6:17 |
| 3.                     | 「太陽の船 <Instrumental>」 | 長渕剛    | 長渕剛     |                  | 4:54 |
| 合計時間:              | 合計時間:                   | 合計時間: | 16:07      |                  |      |